# Herval Abreu
Herval Rossano Abreu Guerrero (Río de Janeiro, 12 de diciembre de 1963) es un director y productor de telenovelas chilenas.

## Biografía
Es hijo del destacado director brasileño Herval Rossano y de la cantante chilena Doris Guerrero, miembro de la dupla Doris y Rossie. Durante la década de 1980 tuvo roles menores en algunas telenovelas de Televisión Nacional de Chile (TVN), como La gran mentira, El juego de la vida —ambas dirigidas por su padre—, La represa y La torre 10.
Posteriormente trabajó como asistente de dirección en Canal 13, participando en las producciones Villa Nápoli, Marrón Glacé, Champaña, Top secret, Amor a domicilio y Adrenalina. En 1997 es contratado como director por la nueva Área Dramática de Megavisión, siendo encargado de las telenovelas Rossabella, A todo dar y Algo está cambiando.
Paralelamente a su trabajo en televisión, fue profesor del curso de Actuación para Televisión en el instituto Duoc UC, donde descubrió a actrices como María José Prieto y María Elena Swett.
Tras el fracaso de las teleseries de Mega, regresó a Canal 13 en 2002, donde dirigió varias teleseries, entre ellas las exitosas Machos y Soltera otra vez. En 2016 fue nombrado director del Área de Ficción del mismo canal. En enero de 2018 fue desvinculado de Canal 13.

## Denuncias por acoso sexual
El 28 de abril de 2018 la revista Sábado del diario El Mercurio publicó un reportaje donde siete mujeres (actrices y guionistas) lo denuncian por acoso sexual y abuso de poder, ocurridas desde la época de Adrenalina (1996) y Rossabella (1997) hasta sus últimas producciones en Canal 13. Por su parte él niega esas acusaciones. El 30 de abril, el matinal Bienvenidos (Canal 13) contactó a un exalumno de Abreu, quien relató las técnicas de alto contenido sexual que usaba para enseñarles actuación en el Instituto Duoc UC entre 2001 y 2002. Dicho relato fue validado y complejizado por otra actriz, que declaró «fuimos varias las personas vejadas por Abreu». Además, agregó que sufrió amenazas de no volver a trabajar nunca más en sus producciones.
El 23 de junio de 2018 la revista Sábado publicó tres nuevas denuncias de acoso sexual y abuso, sus víctimas fueron actrices y modelos: Carolina Contreras, Simoné González y Luna Aballay.
El 15 de marzo de 2019 fue sobreseído en cuatro de los cinco casos que se encontraban en investigación.
En febrero de 2020, Abreu interpuso un recurso de protección en contra de diferentes compañías tecnológicas —Google, Microsoft, Verizon y Wikimedia— solicitando la eliminación de sus motores de búsqueda de contenido relacionado con las acusaciones de abuso realizadas en su contra. La petición se basaba en la aplicación del derecho al olvido. La Corte de Apelaciones de Santiago dictó una sentencia el 27 de octubre de 2020, en la que rechazó el recurso de Abreu. La sentencia fue confirmada por la Corte Suprema el 3 de enero de 2022.

## Filmografía
| Año  | Título                   | Cargo                                              | Media      |
| ---- | ------------------------ | -------------------------------------------------- | ---------- |
| 1991 | Villa Nápoli             | Asistente de director                              | Canal 13   |
| 1992 | El palo al gato          | Asistente de director                              | Canal 13   |
| 1993 | Marron glacé             | Asistente de director                              | Canal 13   |
| 1994 | Champaña                 | Asistente de director                              | Canal 13   |
| 1995 | El amor está de moda     | Director de 2° unidad                              | Canal 13   |
| 1995 | Amor a domicilio         | Director de 2° unidad                              | Canal 13   |
| 1996 | Marrón glacé, el regreso | Director de 2° unidad                              | Canal 13   |
| 1996 | Adrenalina               | Director de 2° unidad                              | Canal 13   |
| 1997 | Rossabella               | Director general                                   | Megavisión |
| 1998 | A todo dar               | Director general                                   | Megavisión |
| 1999 | Algo está cambiando      | Director general                                   | Megavisión |
| 2003 | Machos                   | Director general                                   | Canal 13   |
| 2004 | Tentación                | Director general. También como productor ejecutivo | Canal 13   |
| 2005 | Gatas y tuercas          | Director general. También como productor ejecutivo | Canal 13   |
| 2006 | Charly tango             | Director general. También como productor ejecutivo | Canal 13   |
| 2009 | Corazón rebelde          | Director general                                   | Canal 13   |
| 2010 | Primera dama             | Director general                                   | Canal 13   |
| 2011 | Soltera otra vez         | Director general                                   | Canal 13   |
| 2012 | Las Vegas                | Productor ejecutivo                                | Canal 13   |
| 2013 | Soltera otra vez 2       | Director general. También como productor ejecutivo | Canal 13   |
| 2014 | Chipe libre              | Director general. También como productor ejecutivo | Canal 13   |
| 2015 | Veinteañero a los 40     | Productor ejecutivo                                | Canal 13   |
| 2016 | Preciosas                | Director general. También como productor ejecutivo | Canal 13   |
| 2017 | Soltera otra vez 3       | Director general. También como productor ejecutivo | Canal 13   |

### Como actor
| Año  | Título              | Papel                | Canal |
| ---- | ------------------- | -------------------- | ----- |
| 1982 | La gran mentira     | Rulo                 | TVN   |
| 1983 | El juego de la vida | Junior               | TVN   |
| 1984 | La represa          | Notificador judicial | TVN   |
| 1984 | La torre 10         | Sergio Hernández     | TVN   |

## Teatro (director)
- 2000 - In-Separables. Original de María Adelaide Amaral, TeatroArtes. Con la actuación de Rolando Valenzuela, Teresita Reyes y Sandra Solimano.